# Bandungsekaran
Bandungsekaran is een bestuurslaag in het regentschap Gresik van de provincie Oost-Java, Indonesië. Bandungsekaran telt 1534 inwoners (volkstelling 2010).